# Яковчиці
Яковчиці (біл. Якаўчыцы) — зупинний пункт Берестейського відділення Білоруської залізниці в Жабинківському районі Берестейської області. Розташований у селі Малі Яковчиці; на лінії Барановичі-Центральні — Берестя-Центральний, поміж зупинними пунктами Стовпи і Матеєвичі.